# Gabriel Aragão
Gabriel Aragão (Fortaleza, 16 de Novembro de 1987) é um cantor, compositor, multi-instrumentista, produtor musical e escritor brasileiro, mais conhecido por ter fundado a banda cearense de rock Selvagens à Procura de Lei. Além da banda, Gabriel também tem uma carreira solo, com o EP “ABRECAMINHOS” e a trilha sonora para o curta-metragem “Malhada Vermelha”.
Além da carreira musical, também chegou a escrever poesias e crônicas e publica-las no jornal O Povo e na revista Vós. Também lançou “O Livro das Impermanências”, livro de poesias escritas durante a pandemia de Covid-19. Ministra a oficina “Contando Histórias Com Música” onde compartilha sua experiência em composição com outros interessados.
Gabriel Aragão de Carvalho nasceu em Fortaleza, Ceará em 16 de Novembro de 1987. Chegou a cursar Direito e depois Jornalismo, ambos na UniFor. Quando estava fazendo Direito conheceu Rafael Martins, futuro companheiro de banda, que estava no começo do curso e lá surgiu a ideia pro nome da banda. É casado com Cláudia Comaru e os dois tem juntos um filho, Nuno.
Em dezembro de 2022, Gabriel terminou o curso de Direito pela UniFor. No dia 13, apresentou seu Trabalho de Conclusão de Curso (TCC) com o tema “Direitos autorais e a hipossuficiência do criador musical” no qual analisava a relação entre o nível de transparência e a qualidade da remuneração dos criadores musicais no contexto do streaming no Brasil.

## Selvagens à Procura de lei
Em 2009, criou a banda Selvagens à Procura de Lei, sendo o vocalista, guitarrista e compositor no começo do banda, a partir do segundo disco Gabriel passou a tocar teclado em algumas músicas, por exemplo, Sr. Coronel e dividir o espaço de composição com outros integrantes, principalmente Rafa Martins.

## Carreira Solo
Em março de 2021, Gabriel estreia com carreira solo com “Tempo de Partir”, uma parceria com o cantor Ítalo Azevedo. A música nasceu depois de Ítalo participar da oficina “Contando Histórias com Músicas” de Gabriel, onde cada aluno teria que enviar uma composição autoral para uma avaliação. Aragão se interessou pelo rascunho recebido de Azevedo e decidiu colaborar na música. Um mês depois, Gabriel lançava outra parceiria, dessa vez com Davi Cartaxo, com a música “Faz de Conta”. Ainda em 2021 participou do coral na música "Você Não Sabe de Nada" da banda O Grilo.
Um ano depois, abril de 2022, Aragão lança a trilha sonora do filme “Malhada Vermelha”, um álbum inteiro instrumental, exceto pela última trilha “A Vida Reina” que teve como convidado Rodger Rogério que canta na música. Compondo todos os 10 temas, Gabriel também contou com participações de outros músicos como Régis Damasceno, baixista do Cidadão Instigado. A trilha sonora foi indicado ao 30º Prêmio de Música Brasileira na categoria Projeto Especial.
Meses depois, em julho, lançava seu primeiro primeiro EP, “ABRECAMINHOS”, com 4 faixas, sendo a primeira apenas um prelúdio com menos de um minuto que se encaixa com a próxima faixa. A obra foi trabalhada durante a pandemia, com cada músico envolvido gravando direto de seus próprios home studio. “Dentre as canções que escrevi nesse período, sobras que não foram gravadas pelos Selvagens, rascunhos e novas parcerias, minha escolha se baseou num conceito muito específico, mas que permeia toda minha trajetória até aqui: o mar.” diz Gabriel em entrevista refletindo sobre o processo de seleção de músicas pro EP. Na faixa “Se Você Quiser”, Aragão contou com a parceria de Roberta Campos na composição.
Em fevereiro de 2023, Gabriel lança com Mateo Piracés-Ugarte, da “Francisco, El Hombre”, um cover de “Caminando, Caminando” do chileno Victor Jara escrita em 1970 em oposição à ditadura militar chilena.

## Escritor
Em 2016, estreou na Revista Vós como colunista, foi a primeira vez de Gabriel fazendo arte fora do ambiente musical. Em 2018, ao parar de trabalhar com a Vós, também se tornou colunista do Jornal O POVO e trouxe suas poesias e crônicas para o jornal até 2020.
Em dezembro de 2021, Aragão lança seu primeiro livro, “O Livro das Impermanências”, que conta com poesias escritas em 2010, 2018 e, principalmente, em 2020 durante a quarentena. “Eu acho que, na minha cabeça, eu diferencio muito o que eu fiz de letra de música e o que eu fiz para ser poema. Mas ao mesmo tempo, a raiz da inspiração pode ser a mesma, que vem desse olhar poético, que é o que desperta muita coisa da vida ao nosso redor." relata Gabriel sobre o processo de escrita do livro. No livro, o músico reflete sobre acontecimentos de sua época como o cotidiano e o infinito, a perda e o humor, a política e o romantismo.

## Oficina “Contando Histórias Com Música”
Em 2019 estreou a oficina Contando Histórias Com Música, um mix de workshop sobre processo criativo e pocket show. O projeto surgiu da vontade de criar pontes entre compositores iniciantes e aspirantes a músicos. A ideia é responder dúvidas e quebrar tabus relacionados à composição de música popular, tendo como pontapé a importância de se escolher boas histórias. Os temas abordados são desenvolvidos para público em geral, estimulando a criação autoral.

## Prêmios e Indicações
| Ano  | Prêmio                      | Categoria        | Trabalho Indicado                | Resultado |
| ---- | --------------------------- | ---------------- | -------------------------------- | --------- |
| 2023 | Prêmio da Música Brasileira | Projeto Especial | Malhada Vermelha (Trilha Sonora) | Indicado  |

## Discografia
Álbuns
| Ano  | Informações Gerais                                         | Produção       | Gravadora/Selo    |
| ---- | ---------------------------------------------------------- | -------------- | ----------------- |
| 2023 | Rua Mundo Novo - 30 de Junho de 2023 - Formatos: Streaming | Marcelo Camelo | Quarto Dos Ventos |

EP's (Extended Play)
| Ano  | Informações Gerais                                                  | Produção     | Gravadora/Selo |
| ---- | ------------------------------------------------------------------- | ------------ | -------------- |
| 2022 | ABRECAMINHOS - Lançamento: 22 de Julho de 2022 - Formato: Streaming | Paul Raplhes | Rockambole     |

Singles
A tabela de singles não inclui aqueles que foram lançados como divulgação de um álbum ou EP.
| Ano  | Informações Gerais                                                                     | Produção                     | Gravadora/Selo    |
| ---- | -------------------------------------------------------------------------------------- | ---------------------------- | ----------------- |
| 2021 | Tempo de Partir(feat Ítalo Azevedo) - Lançamento: 6 de Março de 2021                   | Desconhecido                 | Independente      |
| 2021 | Faz Parte (feat Davi Cartaxo) - Lançamento: 16 de Abril de 2021                        | Gabriel Aragão Rique Azevedo | Independente      |
| 2023 | Caminando, Caminando (feat. Mateo Piracés-Ugarte) - Lançamento: 1 de fevereiro de 2023 | Desconhecido                 | Quarto dos Ventos |

Trilha Sonora
| Ano  | Informações Gerais                                 | Produção       | Gravadora     |
| ---- | -------------------------------------------------- | -------------- | ------------- |
| 2022 | Malhada Vermelha - Lançamento: 22 de Abril de 2022 | Gabriel Aragão | Indenpendente |